# Campodolcino
Campodolcino – miejscowość i gmina we Włoszech, w regionie Lombardia, w prowincji Sondrio.
Według danych na rok 2004 gminę zamieszkiwało 1078 osób, 22,5 os./km².